# お姉チャンバラZ2 カオス
『お姉チャンバラZ2 カオス』（おねえちゃんばらゼットツー カオス）は、ディースリー・パブリッシャーより2014年10月30日に発売されたPlayStation 4用アクションゲーム。Microsoft Windows（Steam用）は2016年6月3日に配信開始され、パッケージ版では2017年10月26日に発売した。

## 概要
セクシーなお姉ちゃんが刀で敵をぶった斬りまくるアクションゲーム『お姉チャンバラ』シリーズの作品で、『Z』シリーズの第2弾。シリーズ初のPS4版で、フルHD・60fpsに対応している。
登場キャラクターは2人のうち1人を切り替えて操作するが、「クロマージコンビネーション」を発動すると、もう1人のキャラクターが登場し、プレイヤーの攻撃を援護して同時攻撃を行う。ゲームの進行に応じて最大4人のキャラクターが同時攻撃可能。
神楽と沙亜也デア・ドライブ、彩と咲は亡我という変身を行うことができる。攻撃スピードと攻撃力がアップし、パワーゲージが徐々に上昇するが、体力が徐々に減少し続ける。

## あらすじ
他者の血を吸うことで進化した「吸血族」と己の血を独自に進化させた「忌血族」（いみちぞく）は昔から争いを続けてきた。吸血族の姉妹の神楽と沙亜也は前作『お姉チャンバラZ』で忌血族の長である「カルミラ」を倒し、忌血族の彩と咲と戦いを続けていた。戦いを続ける4人の前に謎の鉄仮面の女が現れブラン城の床を破壊した。落下した4人は真の黒幕を倒すべく戦いを挑む。

## 登場人物
神楽（かぐら）
声 - 沢城みゆき
本作の主人公。忌血族の母親と吸血族の父の間に生まれたハーフの吸血族。テンガロンハットに赤いビキニを着用している。ダブルソード、ダガー、ブーメランを使う。
沙亜也（さあや）
声 - 沢城みゆき
神楽の腹違いの妹の吸血族。チェーンソー、ナックル、フレイルを使う。
彩（あや）
声 - 甲斐田裕子
忌血族の姉。武器はダブルソードと投げナイフ。
咲（さき）
声 - 高森奈緒
彩の腹違いの妹で同じく忌血族。武器はナックルと刀。